# Odlochovice
Odlochovice jsou vesnice v okrese Benešov, součást obce Jankov. Nachází se čtyři kilometry jihovýchodně od Jankova. Odlochovice je též název katastrálního území, ve kterém leží části obce Odlochovice a Podolí.

## Historie
První písemná zmínka o vesnici pochází z roku 1346, kdy se zde připomíná Přibyslav z Odlochovic. Až do 16. století v písemných pramenech následují jména zdejších majitelů tvrze, která byla kolem roku 1720 přestavěna na zámek. Statek se zámkem roku 1786 zakoupil Václav Ferdinand Brázda z Rombaldu (* 1732) s manželkou Annou. Ti jej odkázali roku 1811 svému nejstaršímu synovi Václavovi (1775-1849), který vlastnil také Miličín. Ten měl syny Václava Antonína (* 1836) a Václava Ferdinanda, pozdějšího zemského poslance, ten jakožto bezdětný Odlochovice odkázal svému synovci Marianu Rombaldovi z Hochinfelsenu a jeho početné rodině. Marian statek po roce 1918 prodal. V padesátých letech 20. století byl zámek adaptován na Domov důchodců.

## Pamětihodnosti
- Odlochovický zámek na místě středověké tvrze
- Barokní kaple svatého Jana Nepomuckého z roku 1737

## Další fotografie

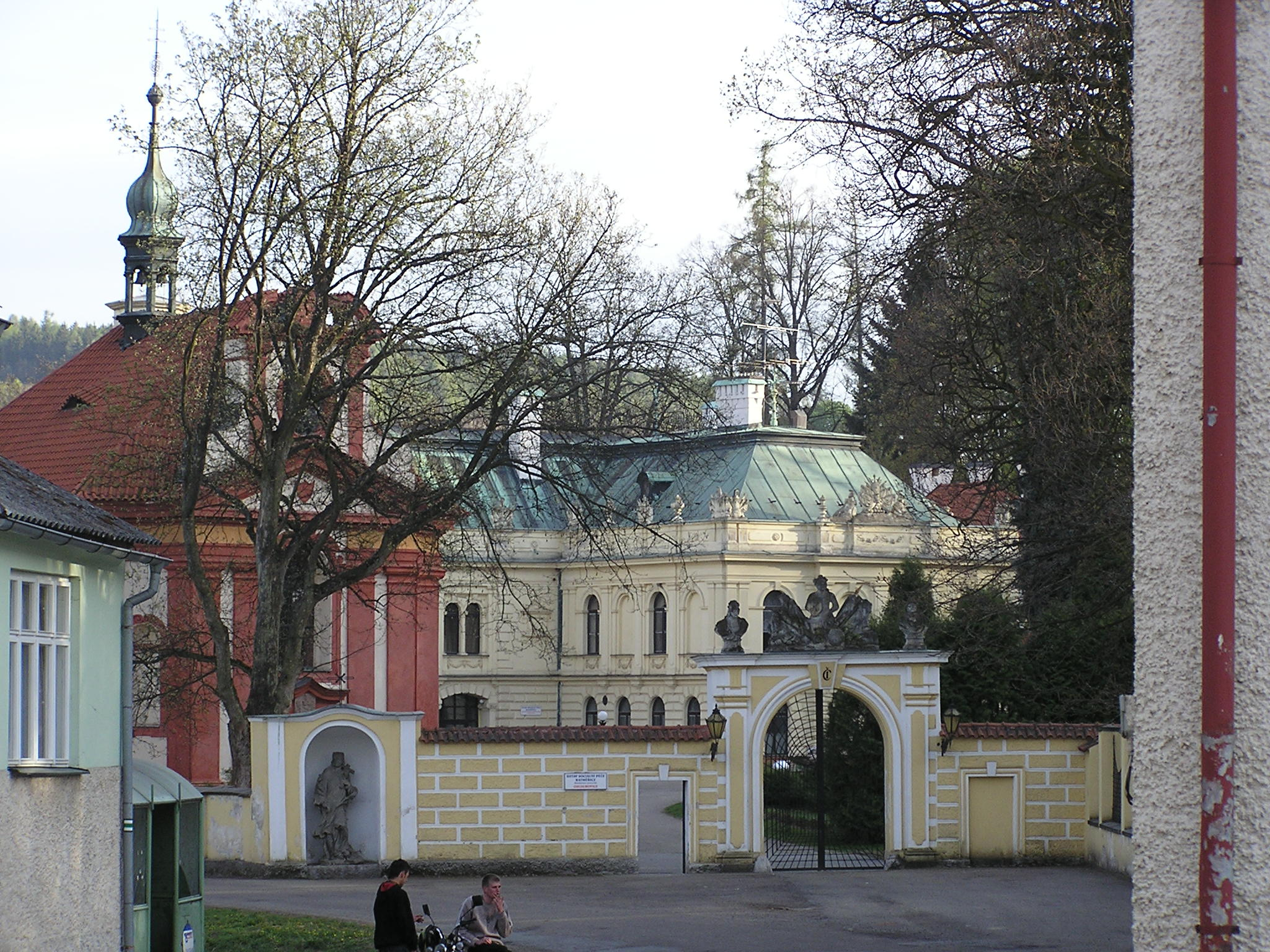
Zámek
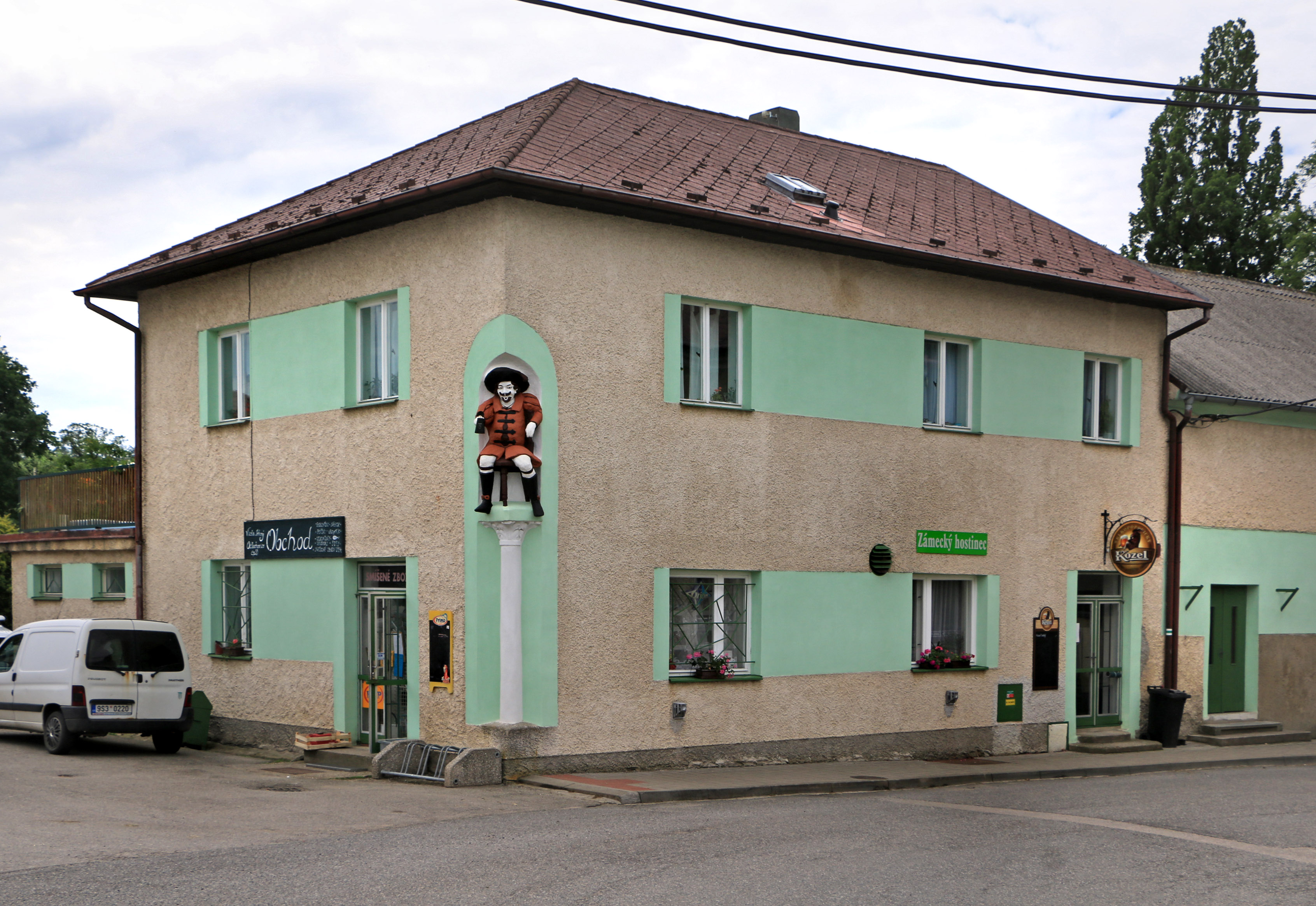
Obchod a hospoda se sochou
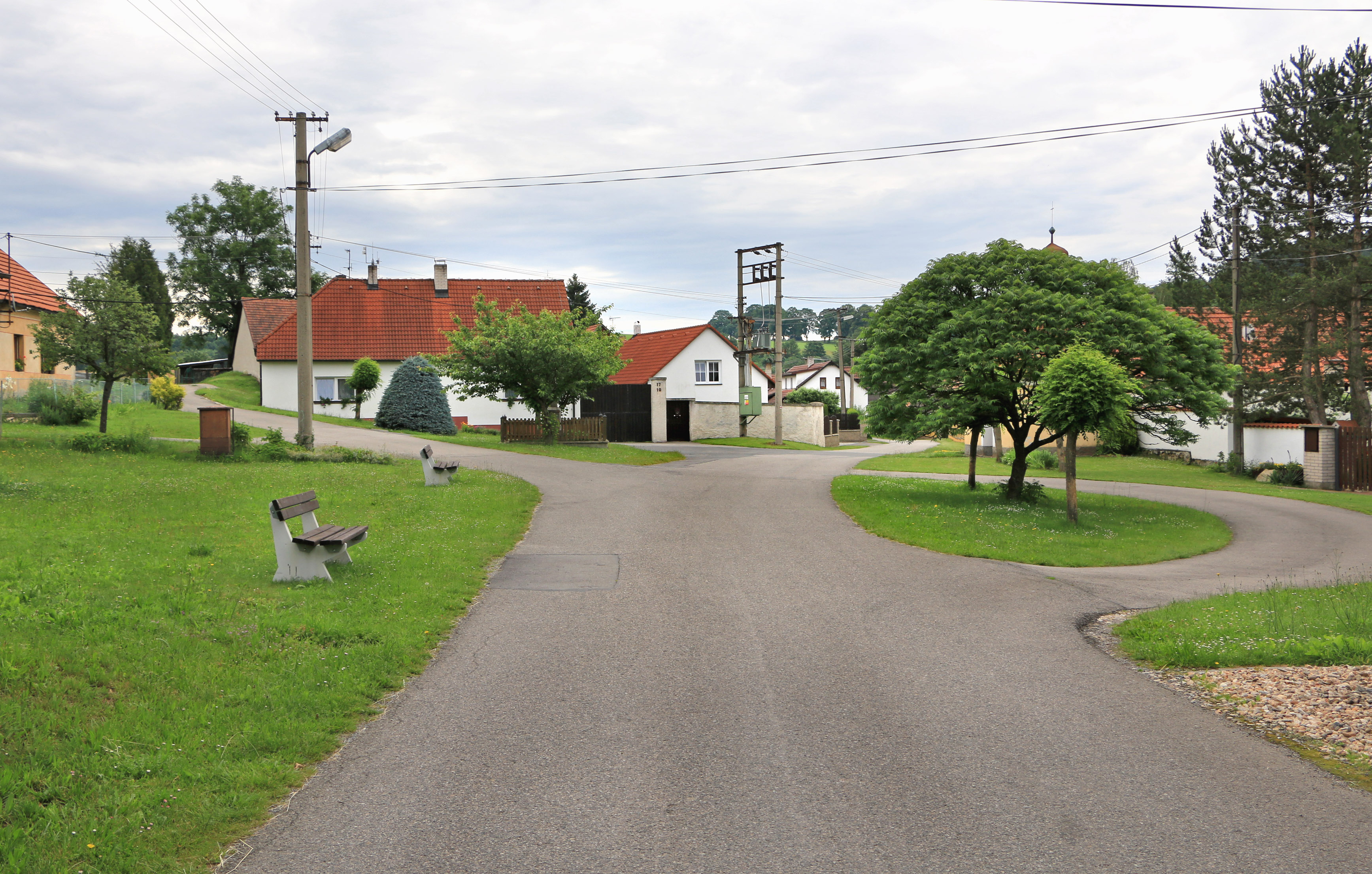
Náves
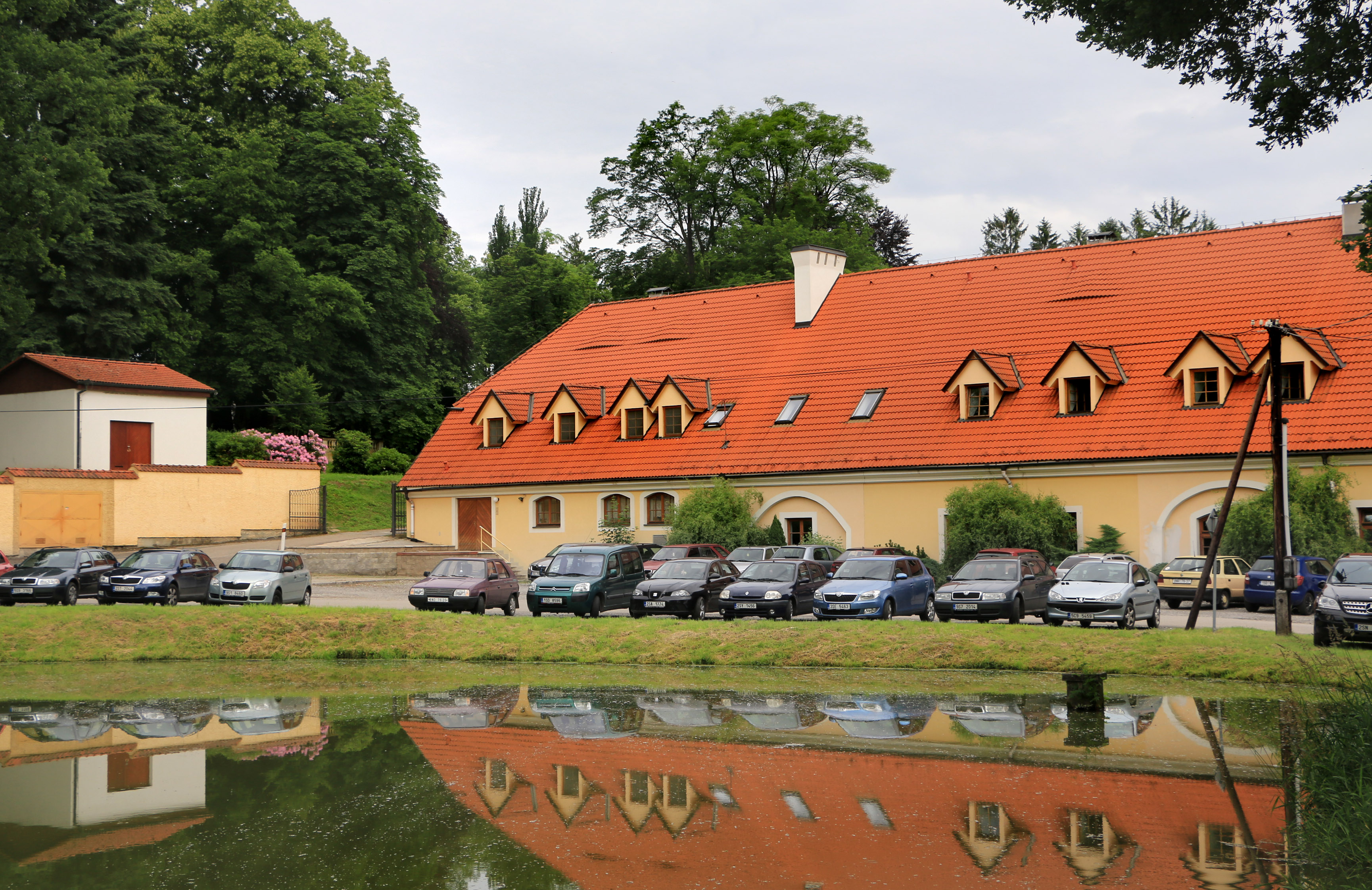
Bývalé hospodářské budovy zámku